# 李維諴
李維諴（?—?），順天府大興縣人，清朝官员、進士出身。
光緒三年（1877年），参加丁丑科殿試，登進士二甲第48名。宣統年間，擔任山东武定府知府；宣統二年，因政績以道员尽先补用。